# わさび (漫画)
『わさび』は、一條裕子の漫画。小学館の青年誌『週刊ビッグコミックスピリッツ』に1994年4月から1997年3月まで連載された。
日本の古き伝統的家庭、帯刀家が舞台。家族構成は、当主・帯刀隆太郎（大学教授、途中で定年退職して非常勤講師となる）、歳の離れた妻・絹子、一人息子・隆之介（幼稚園児→小学生）、住み込みの手伝い・小原ふみである。帯刀家のシュールな日常が主に描かれる。テレビがないような古風な生活スタイルは現代人の目からは大きなギャップがあるが、一方ではその家の中でしか通用しない常識というものはあらゆる家庭に存在するものであり、誰しも成長の過程でよそと違うことを発見するという覚えがある筈である。それにしてもやはり当主の隆太郎をはじめとした面々のピントのずれた観念思考はたまらない。読者は小原ふみとともにそれに取り込まれていってしまうのである。さらにさまざまな実験的手法も大きな見どころである。

## 単行本
小学館刊、全4巻
- 第一集（1995年5月）
- 第二集（1996年6月）
- 第三集（1996年11月）
- 第四集（1997年7月）